# Caetano Veloso (album, 1968)
Albums de Caetano Veloso
Domingo
(1967) Caetano Veloso
(1969)
Caetano Veloso est le premier album solo de Caetano Veloso, sorti en 1968.

## L'album
Il fait partie des 1001 albums qu'il faut avoir écoutés dans sa vie et a été introduit en 2001 au Latin Grammy Hall of Fame Award (en). 

### Titres
Tous les titres sont de Caetano Veloso, sauf mentions. 
| 1. | Tropicália                     |                             | 3:40 |
| 2. | Clarice                        | Veloso, José Carlos Capinam | 5:31 |
| 3. | No Dia em que Eu Vim-Me Embora | Veloso, Gilberto Gil        | 2:26 |
| 4. | Alegria, Alegria (en)          |                             | 2:43 |
| 5. | Onde Andarás?                  | Veloso, Ferreira Gullar     | 1:55 |
| 6. | Anunciação                     | Veloso, Rogério Duarte      | 2:01 |

| 7.  | Superbacana              |                             | 1:28 |
| 8.  | Paisagem Útil            |                             | 2:35 |
| 9.  | Clara (feat. Gal Costa)  | Veloso, Perinho Albuquerque | 2:43 |
| 10. | Soy Loco por Tí, América | Gil, José Carlos Capinam    | 3:40 |
| 11. | Ave Maria                |                             | 2:06 |
| 12. | Eles                     | Veloso, Gil                 | 4:40 |

### Musicien
- Caetano Veloso : guitare, chant